# Avegondo

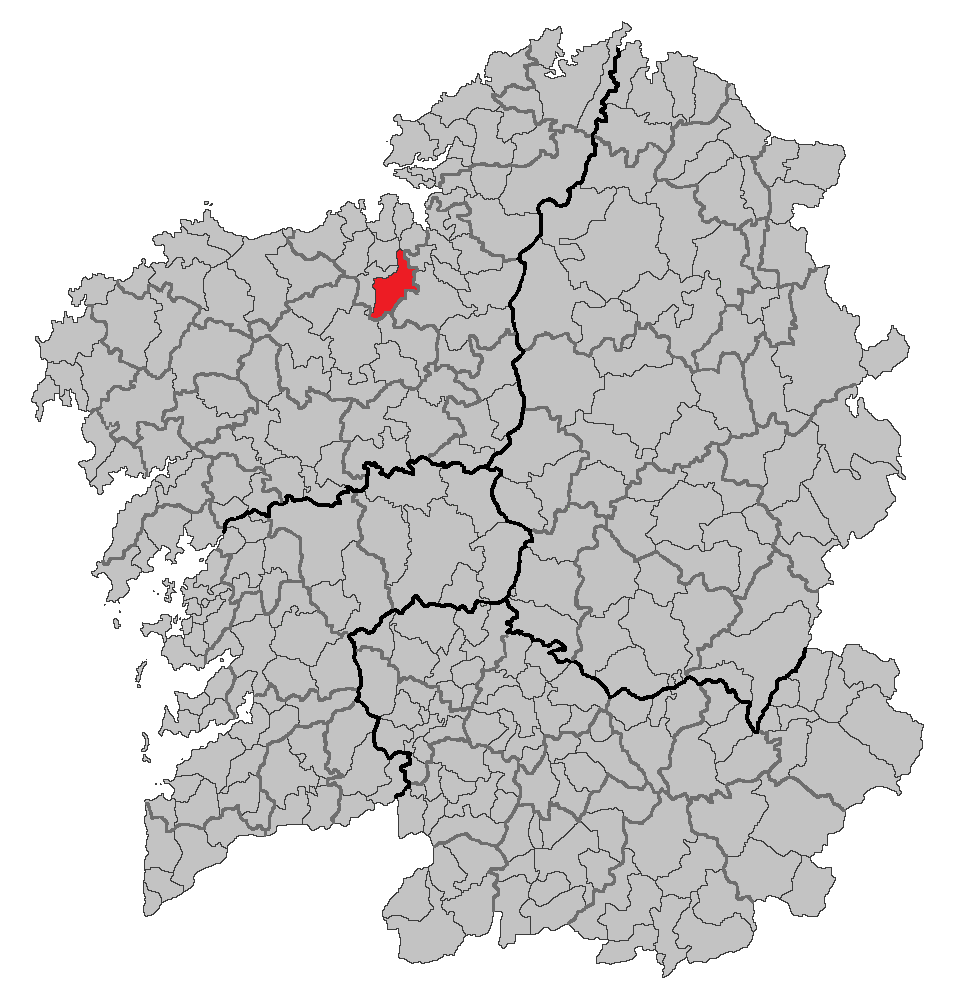
Localização de Avegondo

Avegondo (Abegondo) é um município da Espanha na província 
da Corunha, 
comunidade autónoma da Galiza, de área 83,72 km² com 
população de 5732 habitantes (2004) e densidade populacional de 68,47 hab/km².
Encontra-se na vertente Norte do monte Castro Mayor.

## Demografia
| Variação demográfica do município entre 1991 e 2004 | Variação demográfica do município entre 1991 e 2004 | Variação demográfica do município entre 1991 e 2004 | Variação demográfica do município entre 1991 e 2004 |
| --------------------------------------------------- | --------------------------------------------------- | --------------------------------------------------- | --------------------------------------------------- |
| 1991                                                | 1996                                                | 2001                                                | 2004                                                |
| 5466                                                | 5467                                                | 5729                                                | 5732                                                |